# Abdoul Tapsoba
Abdoul Fessal Tapsoba (Bobo-Dioulasso, 23 agosto 2001) è un calciatore burkinabé, attaccante del Radomiak Radom e della nazionale burkinabé.

## Caratteristiche tecniche
È un centravanti.

## Carriera

### Club
Cresciuto nel settore giovanile dell'ASEC Mimosas, nella stagione 2018-2019 è stato eletto miglior calciatore Under-23 del campionato ivoriano, giocando complessivamente 35 partite e segnando 11 reti fra Ligue 1 e CAF Champions League. L'11 settembre 2019 è stato ceduto in prestito allo Standard Liegi che lo ha impiegato con le selezioni giovanili per una stagione, al termine della quale ha optato per il riscatto. Ha debuttato con il club belga l'8 agosto 2020 in occasione dell'incontro di Pro League vinto 1-0 contro il Cercle Bruges.
Il 3 febbraio del 2023 si è trasferito in prestito allo Sheriff Tiraspol, club della prima divisione moldava.
L'8 luglio 2023 viene ceduto in prestito all'Amiens.

### Nazionale
Dopo aver giocato anche con la nazionale Under-20, nel 2021 ha esordito in nazionale maggiore; nel medesimo anno è anche stato convocato per la Coppa d'Africa, competizione alla quale ha in seguito partecipato anche nel 2023.

## Statistiche
Statistiche aggiornate al 1º novembre 2020.

### Presenze e reti nei club
| Stagione        | Squadra         | Campionato      | Campionato | Campionato | Coppe nazionali | Coppe nazionali | Coppe nazionali | Coppe continentali | Coppe continentali | Coppe continentali | Altre coppe | Altre coppe | Altre coppe | Totale | Totale | Totale |
| Stagione        | Squadra         | Comp            | Pres       | Reti       | Comp            | Pres            | Reti            | Comp               | Pres               | Reti               | Comp        | Pres        | Reti        | Pres   | Reti   |        |
| --------------- | --------------- | --------------- | ---------- | ---------- | --------------- | --------------- | --------------- | ------------------ | ------------------ | ------------------ | ----------- | ----------- | ----------- | ------ | ------ | ------ |
| 2018-2019       | ASEC Mimosas    | L1              | 27         | 10         | CC              | 0               | 0               | CCL                | 8                  | 1                  |             | -           | -           | 35     | 11     |        |
| 2019-2020       | Standard Liegi  | D1              | 3          | 0          | CB              | 0               | 0               | UEL                | 0                  | 0                  |             | -           | -           | 3      | 0      |        |
| Totale carriera | Totale carriera | Totale carriera | 30         | 10         |                 | 0               | 0               |                    | 8                  | 1                  |             | -           | -           | 38     | 11     |        |

### Cronologia presenze e reti in nazionale
| Cronologia completa delle presenze e delle reti in nazionale ― Burkina Faso | Cronologia completa delle presenze e delle reti in nazionale ― Burkina Faso | Cronologia completa delle presenze e delle reti in nazionale ― Burkina Faso | Cronologia completa delle presenze e delle reti in nazionale ― Burkina Faso | Cronologia completa delle presenze e delle reti in nazionale ― Burkina Faso | Cronologia completa delle presenze e delle reti in nazionale ― Burkina Faso | Cronologia completa delle presenze e delle reti in nazionale ― Burkina Faso | Cronologia completa delle presenze e delle reti in nazionale ― Burkina Faso |
| Data                                                                        | Città                                                                       | In casa                                                                     | Risultato                                                                   | Ospiti                                                                      | Competizione                                                                | Reti                                                                        | Note                                                                        |
| --------------------------------------------------------------------------- | --------------------------------------------------------------------------- | --------------------------------------------------------------------------- | --------------------------------------------------------------------------- | --------------------------------------------------------------------------- | --------------------------------------------------------------------------- | --------------------------------------------------------------------------- | --------------------------------------------------------------------------- |
| 29-3-2021                                                                   | Ouagadougou                                                                 | Burkina Faso                                                                | 1 – 0                                                                       | Sudan del Sud                                                               | Qual. Coppa d'Africa 2021                                                   | -                                                                           | 73’                                                                         |
| 5-6-2021                                                                    | Abidjan                                                                     | Costa d'Avorio                                                              | 2 – 1                                                                       | Burkina Faso                                                                | Amichevole                                                                  | -                                                                           | 90’                                                                         |
| 12-6-2021                                                                   | Rabat                                                                       | Marocco                                                                     | 1 – 0                                                                       | Burkina Faso                                                                | Amichevole                                                                  | -                                                                           | 66’                                                                         |
| 7-9-2021                                                                    | Agadir                                                                      | Burkina Faso                                                                | 1 – 1                                                                       | Algeria                                                                     | Qual. Mondiali 2022                                                         | 1                                                                           | 82’                                                                         |
| 8-10-2021                                                                   | Rabat                                                                       | Gibuti                                                                      | 0 – 4                                                                       | Burkina Faso                                                                | Qual. Mondiali 2022                                                         | 2                                                                           | 64’                                                                         |
| 11-10-2021                                                                  | Marrakech                                                                   | Burkina Faso                                                                | 2 – 0                                                                       | Gibuti                                                                      | Qual. Mondiali 2022                                                         | 1                                                                           | 89’                                                                         |
| 9-1-2022                                                                    | Yaoundé                                                                     | Camerun                                                                     | 2 – 1                                                                       | Burkina Faso                                                                | Coppa d'Africa 2021 - 1º turno                                              | -                                                                           | 71’                                                                         |
| 13-1-2022                                                                   | Yaoundé                                                                     | Capo Verde                                                                  | 0 – 1                                                                       | Burkina Faso                                                                | Coppa d'Africa 2021 - 1º turno                                              | -                                                                           | 69’                                                                         |
| 23-1-2022                                                                   | Limbe                                                                       | Burkina Faso                                                                | 1 – 1 dts (8 - 7 dtr)                                                       | Gabon                                                                       | Coppa d'Africa 2021 - Ottavi di finale                                      | -                                                                           | 89’ 102’                                                                    |
| 2-2-2022                                                                    | Yaoundé                                                                     | Burkina Faso                                                                | 1 – 3                                                                       | Senegal                                                                     | Coppa d'Africa 2021 - Semifinale                                            | -                                                                           | 81’                                                                         |
| 5-2-2022                                                                    | Yaoundé                                                                     | Burkina Faso                                                                | 3 – 3 dts (3 – 5 dtr)                                                       | Camerun                                                                     | Coppa d'Africa 2021 - Finale 3º posto                                       | -                                                                           | 52’ 87’                                                                     |
| 24-3-2022                                                                   | Pristina                                                                    | Kosovo                                                                      | 5 – 0                                                                       | Burkina Faso                                                                | Amichevole                                                                  | -                                                                           | 57’                                                                         |
| 3-6-2022                                                                    | Marrakech                                                                   | Burkina Faso                                                                | 2 – 0                                                                       | Capo Verde                                                                  | Qual. Coppa d'Africa 2023                                                   | -                                                                           | 29’                                                                         |
| 23-9-2022                                                                   | Casablanca                                                                  | Burkina Faso                                                                | 1 – 0                                                                       | RD del Congo                                                                | Amichevole                                                                  | -                                                                           | 26’ 46’                                                                     |
| 27-9-2022                                                                   | Marrakech                                                                   | Burkina Faso                                                                | 2 – 1                                                                       | Comore                                                                      | Amichevole                                                                  | -                                                                           | 80’                                                                         |
| 19-11-2022                                                                  | Marrakech                                                                   | Burkina Faso                                                                | 2 – 1                                                                       | Costa d'Avorio                                                              | Amichevole                                                                  | -                                                                           | 90+5’                                                                       |
| 24-3-2023                                                                   | Marrakech                                                                   | Burkina Faso                                                                | 1 – 0                                                                       | Togo                                                                        | Qual. Coppa d'Africa 2023                                                   | 1                                                                           | 57’                                                                         |
| 28-3-2023                                                                   | Lomé                                                                        | Togo                                                                        | 1 – 1                                                                       | Burkina Faso                                                                | Qual. Coppa d'Africa 2023                                                   | -                                                                           | 79’                                                                         |
| 18-6-2023                                                                   | Praia                                                                       | Capo Verde                                                                  | 3 – 1                                                                       | Burkina Faso                                                                | Qual. Coppa d'Africa 2023                                                   | -                                                                           | 46’                                                                         |
| 12-9-2023                                                                   | Lens                                                                        | Marocco                                                                     | 1 – 0                                                                       | Burkina Faso                                                                | Amichevole                                                                  | -                                                                           | 41’ 80’                                                                     |
| 13-10-2023                                                                  | Malabo                                                                      | Guinea Equatoriale                                                          | 0 – 0                                                                       | Burkina Faso                                                                | Amichevole                                                                  | -                                                                           | 67’                                                                         |
| 17-10-2023                                                                  | Casablanca                                                                  | Mauritania                                                                  | 1 – 2                                                                       | Burkina Faso                                                                | Amichevole                                                                  | -                                                                           |                                                                             |
| 21-11-2023                                                                  | El Jadida                                                                   | Etiopia                                                                     | 0 – 3                                                                       | Burkina Faso                                                                | Qual. Mondiali 2026                                                         | -                                                                           | 90+2’                                                                       |
| 5-1-2024                                                                    | Kish                                                                        | Iran                                                                        | 2 – 1                                                                       | Burkina Faso                                                                | Amichevole                                                                  | -                                                                           | 77’                                                                         |
| 16-1-2024                                                                   | Bouaké                                                                      | Burkina Faso                                                                | 1 – 0                                                                       | Mauritania                                                                  | Coppa d'Africa 2023 - 1º turno                                              | -                                                                           | 46’ 76’                                                                     |
| 20-1-2024                                                                   | Bouaké                                                                      | Algeria                                                                     | 2 – 2                                                                       | Burkina Faso                                                                | Coppa d'Africa 2023 - 1º turno                                              | -                                                                           | 84’                                                                         |
| 23-1-2024                                                                   | Yamoussoukro                                                                | Angola                                                                      | 2 – 0                                                                       | Burkina Faso                                                                | Coppa d'Africa 2023 - 1º turno                                              | -                                                                           | 76’                                                                         |
| 30-1-2024                                                                   | Korhogo                                                                     | Mali                                                                        | 2 – 1                                                                       | Burkina Faso                                                                | Coppa d'Africa 2023 - Ottavi di finale                                      | -                                                                           | 27’ 46’                                                                     |
| Totale                                                                      |                                                                             | Presenze                                                                    | 28                                                                          |                                                                             | Reti                                                                        | 5                                                                           |                                                                             |

## Palmarès

### Competizioni nazionali
- Campionato moldavo: 1

Sheriff Tiraspol: 2022-2023
- Coppa di Moldavia: 1

Sheriff Tiraspol: 2022-2023